# Moby Dick (Led Zeppelin)
Moby Dick is een instrumentaal nummer van de Engelse rockband Led Zeppelin. Het is het achtste nummer van hun tweede studioalbum Led Zeppelin II. Het nummer wordt ingeleid en afgesloten met een bluesschema en bestaat voor het overige deel uit een drumsolo van John Bonham.

## Opname en compositie
Het nummer is opgenomen in de Mirror Sound Studio’s in Los Angeles tijdens de tweede concerttour van Led Zeppelin in 1969 in Noord-Amerika (Verenigde Staten en Canada). De eerste versies van het nummer ontstonden uit diverse opnames die gitarist en producer Jimmy Page maakte van geïmproviseerde drumsolo's van drummer John Bonham. De solo's werden aangevuld met een twaalfmatig bluesschema als intro en outro, met Page op gitaar en John Paul Jones op basgitaar. Zanger Robert Plant speelt geen enkele rol in het nummer.
De versie die op het album Led Zeppelin II verscheen werd Moby Dick genoemd, naar de witte potvis in Herman Melvilles roman. Volgens John Bonhams vrouw, Pat Phillips, vroeg hun zoon Jason aan zijn vader om "the long song" te spelen. Toen John vroeg waarom, zei Jason "It's big like Moby."
De oorspronkelijke drumsolo die voor het nummer werd gebruikt was aanzienlijk langer dan op de albumversie. Page gebruikte voor de intro en outro een vergelijkbare gitaarriff als die in Bobby Parkers single Watch Your Step uit 1961, maar veranderde de toonhoogte en het tempo.

## Live-uitvoeringen

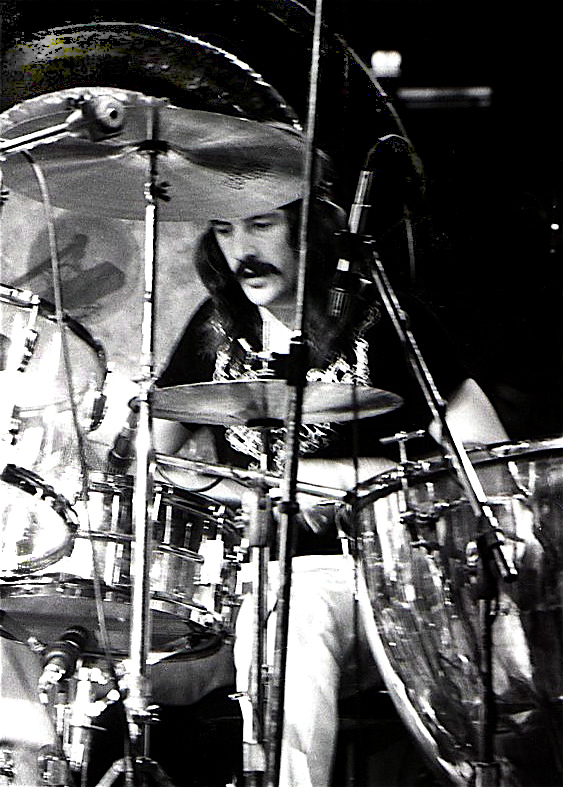
John Bonham in 1975

De drumsolo van Bonham werd regelmatig gespeeld tijdens concerten van Led Zeppelin. In de jaren 1968 en 1969 stond het bekend als Pat's Delight, vernoemd naar John Bonhams vrouw. Het had toen nog een afwijkende gitaarriff dan de studio-opname.
Nadat Led Zeppelin II was uitgebracht werd Moby Dick een vast onderdeel op de setlist van Led Zeppelins live-optredens. Robert Plant kondigde gewoonlijk het nummer formeel aan met de woorden "John Henry Bonham" of "Moby Dick" en liep daarna soms van het podium. Tijdens de drumsolo, die dikwijls vijftien tot twintig minuten duurde, namen Plant, Page en John Paul Jones meestal een rookpauze. Moby Dick werd voor het laatst gespeeld op 17 juli 1977, in het Kingdome in de Amerikaanse stad Seattle.
Tijdens de concerttour in 1977 werd voor de intro dezelfde intro gebruikt als in het nummer Out on the Tiles, dat op het album Led Zeppelin III verscheen. Het nummer werd aangekondigd als Over the Top.

### Live-uitvoeringen op albums
- Op het live-album The Song Remains the Same (22 oktober 1976) - Opgenomen in juli 1973 in Madison Square Garden in New York. In de gelijknamige film is het nummer ook te zien.
- How the West Was Won (27 mei 2003) - Opgenomen op 25 juni 1972 tijdens een concert in de L.A. Forum in Inglewood in de staat Californië in de Verenigde Staten.
- Led Zeppelin DVD (26 mei 2003) - Opgenomen op 9 januari 1970 in de Royal Albert Hall in Londen.

## Bezetting
- John Bonham – drums, koebel[4]
- Jimmy Page – gitaar
- John Paul Jones – basgitaar

## Covers
Moby Dick is door diverse artiesten gecoverd:
- De Amerikaanse band Dread Zeppelin nam het nummer in 1990 op voor hun debuutalbum "Un-Led-Ed".
- De Amerikaanse psychedelische rockband Vanilla Fudge nam het nummer in 2007 op voor hun achtste studio-album "Out Through the In Door".
- De Amerikaanse rockband Train (band) nam het nummer in 2016 op voor hun album "Train Does Led Zeppelin II".